# Bitwa pod Liaoyang
Bitwa pod Liaoyang (Laojan lub Liao-jang-czou) – bitwa stoczona w dniach 25 sierpnia–3 września 1904 w trakcie wojny rosyjsko-japońskiej.

## Plany dowództwa japońskiego
Naczelny dowódca, marszałek Iwao Ōyama, przewidywał zdecydowane natarcie z obejściem skrzydeł wojsk rosyjskich. Siły japońskie liczyły ok. 130 000 bagnetów i szabel w tym ok. 110 000 – 115 000 bagnetów, 508 dział, były zbyt małe do realizacji tego zamiaru.

## Plany dowództwa rosyjskiego
Naczelny dowódca rosyjskiej Armii Mandżurskiej gen. Aleksiej Kuropatkin zamierzał w rejonie Liaoyang stoczyć decydująca bitwę i zatrzymac natarcie przeciwnika. W tym celu przygotowano trzy rubieże obrony. Do 23 sierpnia wojska rosyjskie w sile ok. 152 000 żołnierzy w tym 128 000 bagnetów i 606 dział zajmowała pierwszą rubież obronną w odległości 30 km na południowy wschód od Liaoyang. Plan dowództwa rosyjskiego był pasywnie wyczekującym i oddawał inicjatywę bojową przeciwnikowi.

## Przebieg bitwy
W dniach 24–26 sierpnia natarcia wojsk japońskich były odparte. Generał Kuropatkin, mając zawyżone dane o siłach przeciwnika, zarządził odejście wojsk na rubież nr 2 (8 km na południe i południowy wschód od Liaoyang). 30 sierpnia 2. i 4.  Armia oraz część 1. Armii japońskiej uporczywie, ale bez rezultatu atakowały pozycje rosyjskie. 31 sierpnia natarcie także zostało odparte. Obejście prawego skrzydła wojsk rosyjskich także się nie udało. Wojska japońskie poniosły duże straty. W nocy z 31 sierpnia na 1 września wojska japońskie przeszły do natarcia w celu obejścia lewego skrzydła wojsk rosyjskich. Dowództwo rosyjskie nie podjęło we właściwym czasie kontrprzedsięwzięć, a dodatkowo tej nocy Kuropatkin wycofał wojska prawego skrzydła na pozycję główną (nr 10 i rozpoczął złożone przegrupowanie sił na lewe skrzydło w celu przygotowania kontrnatarcia na obchodzące wojska rosyjskie oddziały japońskie. 1 września 1. Armia japońska opanowała cały szereg punktów położonych na wzniesieniach na lewym skrzydle wojsk rosyjskich, jednak rozwinąć natarcia nie mogła. Kontruderzenia armii rosyjskiej w dniu 2 września nie miały powodzenia ze względu na brak koordynacji. Lokalne niepowodzenia, meldunki niektórych dowódców nie odpowiadające realnej sytuacji na froncie walk, stały się przyczyną rozkazu Kuropatkina o wycofaniu wojsk rosyjskich w kierunku na Mukden. 3 września rosyjskie wojska rozpoczęły odwrót.
Straty rosyjskie wyniosły 16 000 żołnierzy, straty  japońskie ok. 24 000. W rezultacie błędów dowództwa rosyjskiego, Japończycy osiągnęli sukces operacyjny.